# Eaton Square

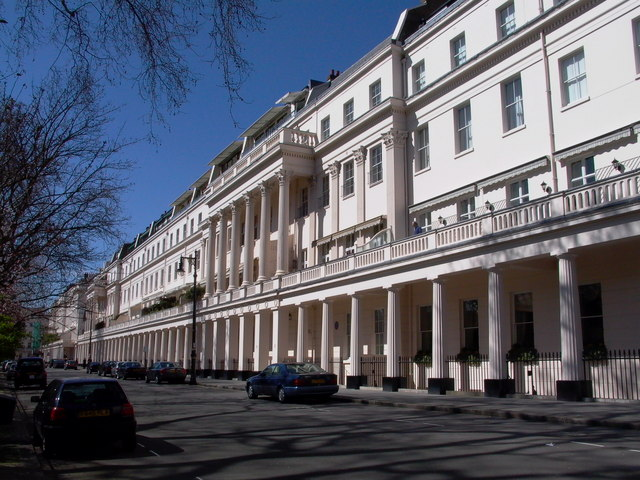
Lunghe costruzioni a schiera bianche porticate sul lato nord della piazza.

Eaton Square è una piazza giardino residenziale nel quartiere Belgravia di Londra, la piazza più grande di Londra. È una delle tre piazze costruite dalla famiglia di proprietari terrieri duchi di Grosvenor, quando svilupparono la parte principale di Belgravia nel XIX secolo, che prendono il nome da luoghi nel Cheshire, in questo caso Eaton Hall, la casa di campagna dei Grosvenor. È più grande ma meno grandiosa di quella centrale del quartiere, Belgrave Square, ed è sia più grande che più grandiosa di Chester Square. Il primo blocco di edifici fu realizzato da Thomas Cubitt dal 1827. Nel 2016 è stato segnalato come il "posto più costoso per le proprietà in Gran Bretagna", con una casa a schiera completa che costa in media 17 milioni di sterline. Molte di queste case sono state convertite in appartamenti esclusivi.
I sei giardini adiacenti, alberati e centrali di Eaton Square sono elencati di II grado nel Registro dei parchi e giardini storici. Tutti gli edifici (№s 1-7, 8-12A, 14-23, 24 e 24a a 48, 51-62, 63-66, Eaton House (№ 66a), 67-71, 72, 73-82, 83-102 e 103-118) sono considerati monumenti classificati, in particolare al Grade II* tranne da 1 a 7 e da 63 a 66a che sono nella categoria principale e iniziale del grado II. Dal 103 a 105 sono affittati e convertiti internamente nell'ambasciata belga, così come il 106 all'ambasciata boliviana.

## Panoramica

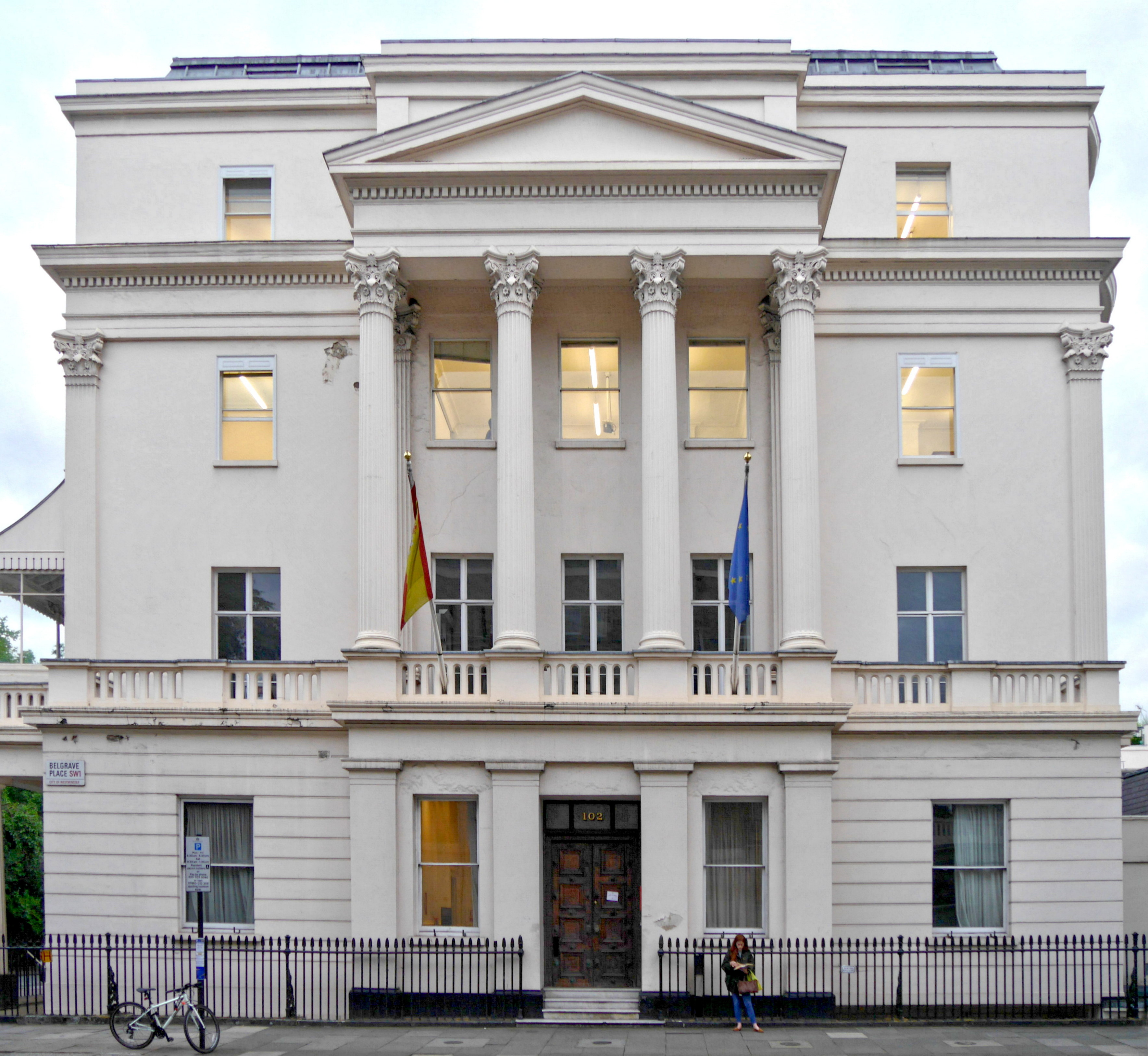
102, Eaton Square

Le case di Eaton Square sono grandi edifici, prevalentemente larghi tre campate, uniti in regolari case a schiera in stile classico, con quattro o cinque piani principali, più mansarda e seminterrato e una scuderia sul retro. La maggior parte delle case è rivestita con stucco bianco, ma alcune sono rivestite con mattoni faccia a vista di alta qualità. Due lati sono lunghi 110 metri e gli altri due 492 metri.
Per quanto riguarda le strade: l'intero rettangolo è diviso in sei compartimenti o zone poiché è diviso in due longitudinalmente dalla via di accesso Victoria o Buckingham Palace a King's Road che è chiamata in modo molto diverso e brevemente successivamente a nord-est di Sloane Square). Trasversalmente è attraversata da quattro strade meno importanti, che cambiano tutte nome prima durante e dopo il loro transito attraverso la piazza. Tutte le strade in transito attraverso la piazza assumono il nome di Eaton Square e la maggior parte di esse sono a senso unico.
Tra il 1916 e il 1917, l'edificio 87 divenne per breve tempo "l'ospedale della contessa di Dundonald", curando molti dei feriti nella Grande Guerra, Giorgio V e la regina consorte Maria di Teck visitarono i pazienti dell'ospedale e furono accolti dal personale e dalla contessa. 
Prima della  seconda guerra mondiale le case erano classificate nella classe superiore, ma erano surclassate da quelle di Belgrave Square, Grosvenor Square, St James's Square o Park Lane. Dopo la guerra gli edifici divennero quasi del tutto residenziali elevando la loro importanza. Alcune delle case rimangono indivise, ma molte sono state convertite internamente in appartamenti o edifici a più piani su autorizzazione o istruzione dei Grosvenor. Si tratta spesso di conversioni laterali, ovvero interessano più di una delle case originali, affittate con contratti di locazione lunghi tipici nella fascia di prezzo più alta, il cui prezzo esatto dipende dalle dimensioni, dalla durata del contratto di locazione e dai servizi. Le facciate della piazza rimangono come immaginate e realizzate. La maggior parte ma non tutte le proprietà appartengono ancora al Gruppo Grosvenor. Hugh Grosvenor, VII duca di Westminster, che ha ereditato il titolo di duca di Westminster da suo padre Gerald Grosvenor nel 2016, ne usa una come sua casa londinese. Fino agli anni 1920 i suoi predecessori vivevano a Grosvenor House, il palazzo precursore del Grosvenor House Hotel in Park Lane di fronte a Hyde Park.

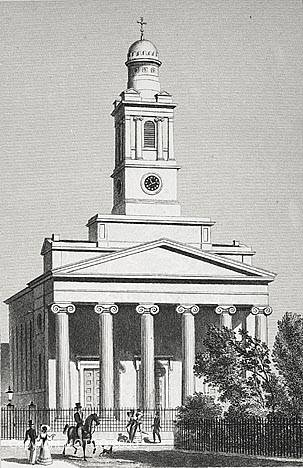
San Pietro, Eaton Square

Di fronte all'estremità nord-orientale c'è St Peter's della Chiesa d'Inghilterra in stile classico, preceduta da un portico ionico a sei colonne dietro il quale si trova una snella torre dell'orologio. Fu progettata da Henry Hakewill e costruita tra il 1824 e il 1827 (durante la costruzione della piazza).
Tra il 1940 e il 1944 il governo belga in esilio occupò i suoi tre numeri che sono stati a lungo utilizzati come ambasciata di quel paese in Gran Bretagna e altri locali nel centro di Londra come sue case e uffici minori.